# Dorothea von Hantelmann
Dorothea von Hantelmann (* 1969 in Hamburg) ist eine deutsche Kunsthistorikerin, Autorin und freie Kuratorin. Von 2013 bis 2015 hatte sie an der Universität Kassel eine Gastprofessur zur Geschichte und Bedeutung der documenta.

## Leben und Werk
Von Hantelmann studierte Kunstgeschichte, Germanistik und Ethnologie in Berlin und war als Wissenschaftlerin am Museum of Modern Art in New York tätig. An der Freien Universität Berlin arbeitete sie am Forschungsprojekt „Kulturen des Performativen“ mit, das sich mit der Performativität in der Kunst beschäftigt und deren politisches, kritisches und partizipatorisches Potential befragt. Dorothea von Hantelmann forscht zum Thema „Ästhetische Erfahrung im Zeichen der Entgrenzung der Künste“, wobei sie die Wechselwirkungen von künstlerischer Praxis und Alltagsleben untersucht. Sie war Kuratorin und Mitkuratorin von verschiedenen Ausstellungen und Projekten, so bei „Wahlverwandtschaften“, einem interdisziplinären Kunst- und Theaterprojekt für die Wiener Festwochen 1999, „I like theatre & theatre likes me“ für das Deutsche Schauspielhaus in Hamburg und „I promise it’s political“ für das Museum Ludwig in Köln 2002.
Von Hantelmann publizierte Artikel zu Künstlern wie Daniel Buren, James Coleman, Jeff Koons und Pierre Huyghe. In ihrer Dissertation How to Do Things with Art. Zur Bedeutsamkeit der Performativität von Kunst geht sie im Anschluss an John Austins Sprachakttheorie der Frage nach, wie Kunst in Bezug auf ihre gesellschaftliche Wirkung funktioniert und bedeutsam werden kann. Kunst kann ebenso wie Sprache Realität stiften, sie besitzt eine performative Kraft. Von Hantelmann geht dabei nicht von der Frage aus, was uns der Künstler sagen will. Ausgehend vom Objekt als solchem und kraft seiner Einbindung in einen konventionellen und institutionellen Rahmen fragt sie, was Kunst tut. Entgegen den Intentionen der Avantgarde folgt sie Judith Butler in der These, dass Kunst nicht durch einen Bruch mit den Konventionen, sondern nur durch ein Handeln innerhalb des konventionellen Rahmens wirksam werden kann. Dies führt sie anhand von vier zeitgenössischen Künstlern – James Coleman, Daniel Buren, Tino Sehgal und Jeff Koons – vor.
Dorothea von Hantelmann ist mit dem Künstler Tino Sehgal verheiratet, mit dem sie zwei Kinder hat. Die Familie lebt in Berlin.

## Schriften
- art moving politics. In: Angelika Stepken (Hrsg.): Lesebuch. Badischer Kunstverein, Karlsruhe 2001.
- Showing Art Performing Politics. In: Dorothea von Hantelmann (Hrsg.): I promise it’s political. Museum Ludwig, Köln, 2002.
- Production of Space – Space of Production. In: Michael Elmgreen, Ingar Dragset: Spaced Out. Portikus, Frankfurt am Main 2003.
- I promise it’s performative. In: Marijana Erstić (Hrsg.): Medien, Avantgarde, Performativität. Transcript, 2005.
- How to Do Things with Art. Zur Bedeutsamkeit der Performativität von Kunst. Diaphanes, Zürich / Berlin 2007, ISBN 978-3-03734-009-7.
- hrsg. mit Carolin Meister: Die Ausstellung. Ritual der Politik. Diaphanes, Zürich / Berlin 2010, ISBN 978-3-03734-090-5.
- hrsg. mit Karin Gludovatz, Michael Lüthy und Bernhard Schieder: Kunsthandeln. Diaphanes, Zürich 2010, ISBN 978-3-03734-110-0.